# Vauxhall (métro de Londres)
Pour les articles homonymes, voir Vauxhall (homonymie).
Vauxhall est une station de la Victoria line, du métro de Londres, en zone 1 & 2. Elle est située à Vauxhall, sur le territoire du borough londonien de Lambeth.
Elle est en correspondance avec la gare de Vauxhall de National Rail.

## Histoire
La gare de Vauxhall était ouverte en juillet 1848, avec l'extension de la London and South Western Railway (en) à la gare de Waterloo. La station de métro, sur la Victoria line, était ouverte en juillet 1971.

## Services aux voyageurs

### Desserte

Installations et desserte
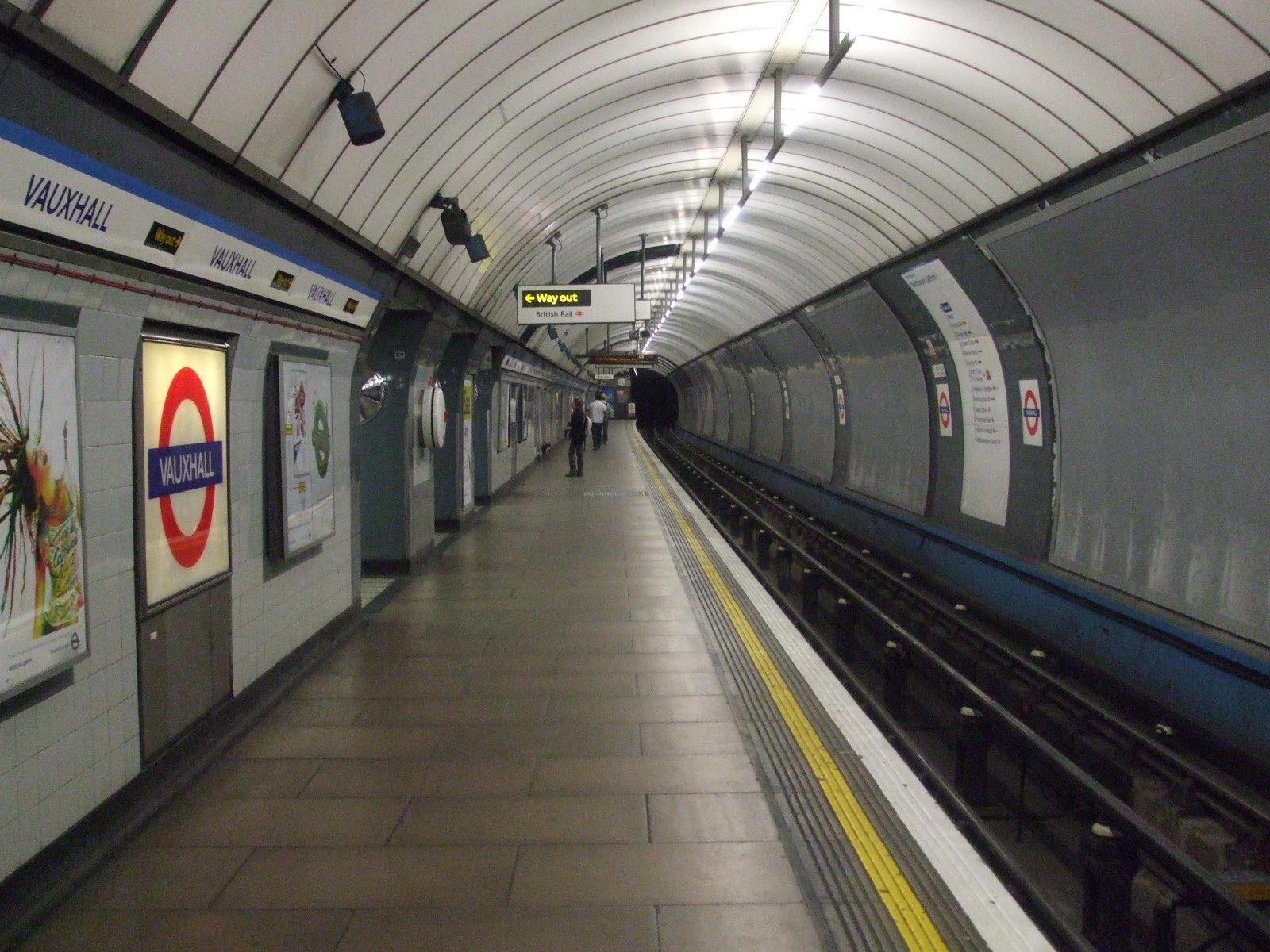
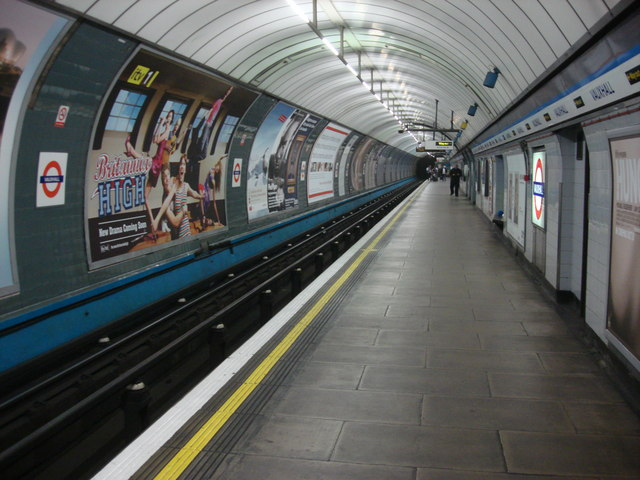
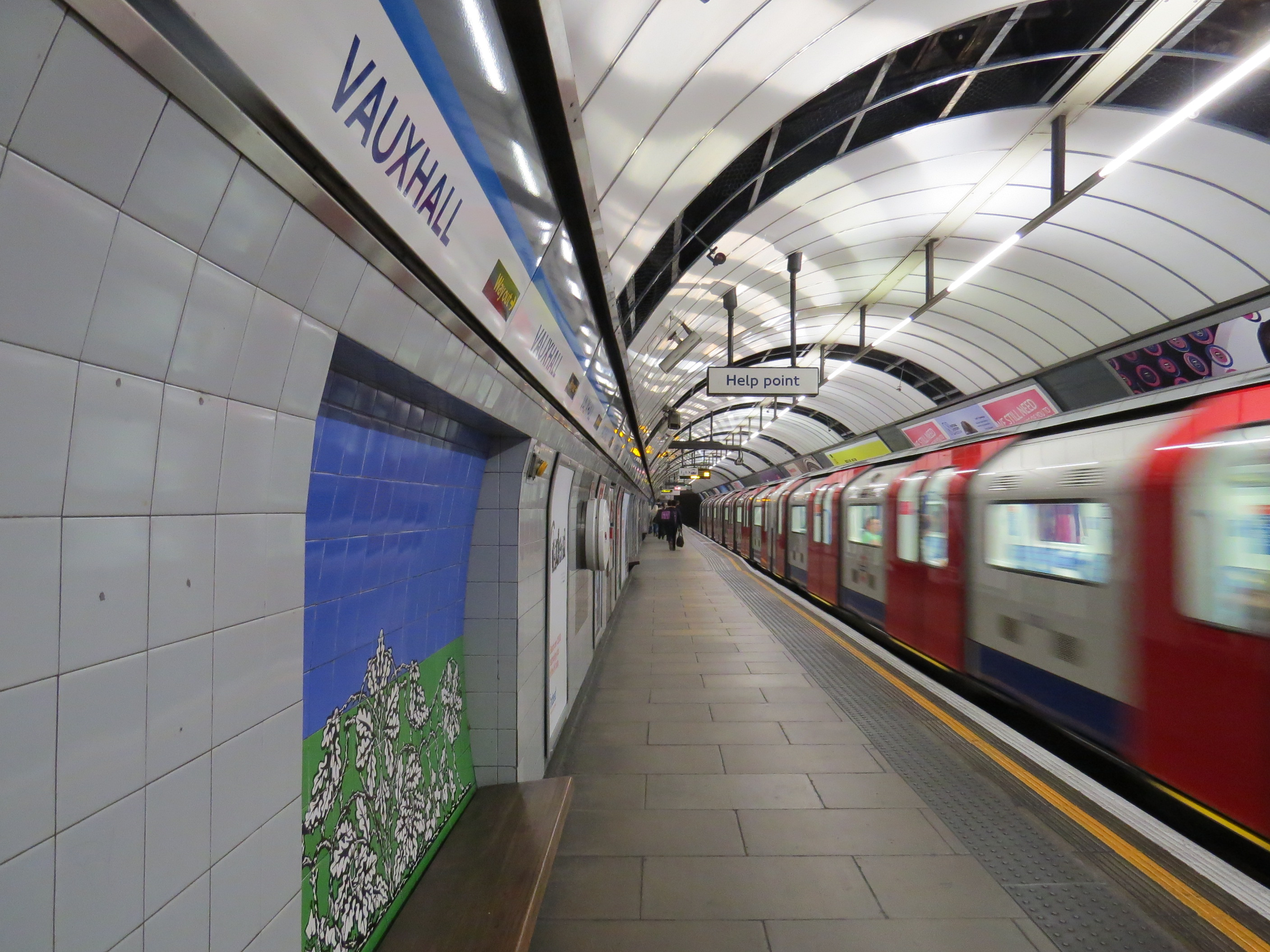

## À proximité
- Vauxhall Bridge